# Hilarion Benišek
Hilarion (Hilarij) Benišek, češki dirigent, * 14. januar 1863, Velike Prosenice, Češka, † 19. september 1919, Beograd, Srbija.

## Življenje
Glasbo je študiral v Pragi. Kot dirigent je deloval v Brnu, Plznu, na Dunaju. Od sezone 1894/1895 do 1909/1910 je deloval v ljubljanski Operi, med 1904 in 1910 je bil tudi njen ravnatelj. Kot skoraj edini dirigent takratnega gledališča je nosil skoraj vso težo dirigentskega dela. V Ljubljani je tako pripravil okoli 130 uprizoritev opernih in operetnih del. Večino današnjega železnega opernega repertoarja nam je predstavil ravno Benišek. Trudil se je za popularizacijo češke glasbe na Slovenskem, veliko skrb pa je posvečal tudi slovenskim delom. 
Tako so bile pod njegovo taktirko uprizorjene naslednje češke opere: 
- Bedricha Smetane
  - Prodana nevesta (1899, 1901–08),
  - Hubička (1902, 1906),
  - Dalibor (1899, 1902);
- Viléma Blodka
  - V vodnjaku (1900);
- Karla Kovařovica
  - Psoglavci (1902);
- Karla Weissa
  - Poljski žid (1906) in
- Antonína Dvořáka
  - Rusalka (1908).

Po službovanju v Ljubljani je deloval še v Beogradu, tudi kot pedagog.

## Benišek kot skladatelj
Ukvarjal se je tudi s skladanjem. Tako je napisal izvirno scensko glasbo k Milčinskega Ciganom, Špicarjevi Miklovi Zali in Vernovemu V osemdesetih dneh okoli sveta.
1. 1 2  Nacionalna zbirka normativnih podatkov Češke republike
2. ↑  Český hudební slovník osob a institucí
3. 1 2  REGO
4. ↑  regionalna podatkovna zbirka Knjižnice mesta Olomouc